# Tephritis
Tephritis es un género de insectos dípteros de la familia Tephritidae. Contiene 170 especies. Es de distribución holártica, pero la mayoría son paleárticas. Se encuentran en una variedad de climas desde desiertos cálidos a tundras. La mayoría de las especies habitan las inflorescencias de plantas de varias tribus de la familia Asteraceae y algunas especies causan agallas.

## Especies
- Tephritis academica
- Tephritis acanthiophilopsis
- Tephritis admissa
- Tephritis afra
- Tephritis alini
- Tephritis amata
- Tephritis angulatofasciata
- Tephritis angustipennis
- Tephritis annuliformis
- Tephritis araneosa
- Tephritis argus
- Tephritis arizonaensis
- Tephritis arnicae
- Tephritis atocoptera
- Tephritis baccharis
- Tephritis bardanae
- Tephritis bimaculata
- Tephritis bipartita
- Tephritis brachyura
- Tephritis brunnea
- Tephritis bushi
- Tephritis californica
- Tephritis calliopsis
- Tephritis candidipennis
- Tephritis capensis
- Tephritis carcassa
- Tephritis cardualis
- Tephritis carmen
- Tephritis cassiniae
- Tephritis cincta
- Tephritis cinerea
- Tephritis cingulata
- Tephritis cirsicola
- Tephritis collina
- Tephritis cometa
- Tephritis conflata
- Tephritis connexa
- Tephritis consimilis
- Tephritis consuta
- Tephritis conura
- Tephritis conyzifoliae
- Tephritis corolla
- Tephritis crepidis
- Tephritis crinita
- Tephritis daedala
- Tephritis darjeelingensis
- Tephritis dentata
- Tephritis dilacerata
- Tephritis dioscurea
- Tephritis distigmata
- Tephritis divisa
- Tephritis dudichi
- Tephritis duguma
- Tephritis epicrepis
- Tephritis euarestelloides
- Tephritis fallax
- Tephritis fascigera
- Tephritis femoralis
- Tephritis flaviventris
- Tephritis footei
- Tephritis formosa
- Tephritis frauenfeldi
- Tephritis froloviana
- Tephritis furcata
- Tephritis glaciatrix
- Tephritis goberti
- Tephritis headricki
- Tephritis heiseri
- Tephritis heliophila
- Tephritis hemimelaena
- Tephritis hendeliana
- Tephritis hengduana
- Tephritis hesperia
- Tephritis hospita
- Tephritis hungarica
- Tephritis hurvitzi
- Tephritis hyoscyami
- Tephritis impunctata
- Tephritis jabeliae
- Tephritis joanae
- Tephritis jocaste
- Tephritis kogardtauica
- Tephritis koreacola
- Tephritis kovalevi
- Tephritis kukunoria
- Tephritis labecula
- Tephritis latifoliae
- Tephritis leavittensis
- Tephritis longicauda
- Tephritis ludhianaensis
- Tephritis luteipes
- Tephritis maccus
- Tephritis majuscula
- Tephritis marginata
- Tephritis mariannae
- Tephritis matricariae
- Tephritis megalura
- Tephritis merzi
- Tephritis mesopotamica
- Tephritis michiganensis
- Tephritis mixta
- Tephritis monapunctata
- Tephritis mongolica
- Tephritis multiguttata
- Tephritis multiguttulata
- Tephritis mutabilis
- Tephritis nartshukovi
- Tephritis nebulosa
- Tephritis neesii
- Tephritis nigricauda
- Tephritis nigrofemorata
- Tephritis obscurata
- Tephritis obscuricornis
- Tephritis occidentalis
- Tephritis oedipus
- Tephritis okera
- Tephritis oligostictica
- Tephritis ovatipennis
- Tephritis pallescens
- Tephritis palmeri
- Tephritis pantosticta
- Tephritis pelia
- Tephritis pentagonella
- Tephritis phaeostigma
- Tephritis pini
- Tephritis plebeia
- Tephritis poenia
- Tephritis posis
- Tephritis postica
- Tephritis praecox
- Tephritis prolixa
- Tephritis protrusa
- Tephritis ptarmicae
- Tephritis pterostigma
- Tephritis pulchra
- Tephritis pumila
- Tephritis puncta
- Tephritis pura
- Tephritis quasiprolixa
- Tephritis rasa
- Tephritis recurrens
- Tephritis rufina
- Tephritis rufipennis
- Tephritis ruralis
- Tephritis rydeni
- Tephritis santolinae
- Tephritis saussurea
- Tephritis sauterina
- Tephritis schelkovnikovi
- Tephritis scitula
- Tephritis scorzonerae
- Tephritis separata
- Tephritis shansiana
- Tephritis signatipennis
- Tephritis simplex
- Tephritis sinensis
- Tephritis sinica
- Tephritis sonchina
- Tephritis spreta
- Tephritis stictica
- Tephritis stigmatica
- Tephritis subpura
- Tephritis subradiata
- Tephritis tanaceti
- Tephritis tasmaniae
- Tephritis tatarica
- Tephritis teerinki
- Tephritis theryi
- Tephritis thoracica
- Tephritis triangula
- Tephritis truncata
- Tephritis trupanea
- Tephritis trypaneina
- Tephritis umbrosa
- Tephritis unifasciata
- Tephritis urelliosomima
- Tephritis valida
- Tephritis variata
- Tephritis webbii
- Tephritis vespertina
- Tephritis virgulata
- Tephritis vittipes
- Tephritis wulpi
- Tephritis zernyi